# 和記大廈

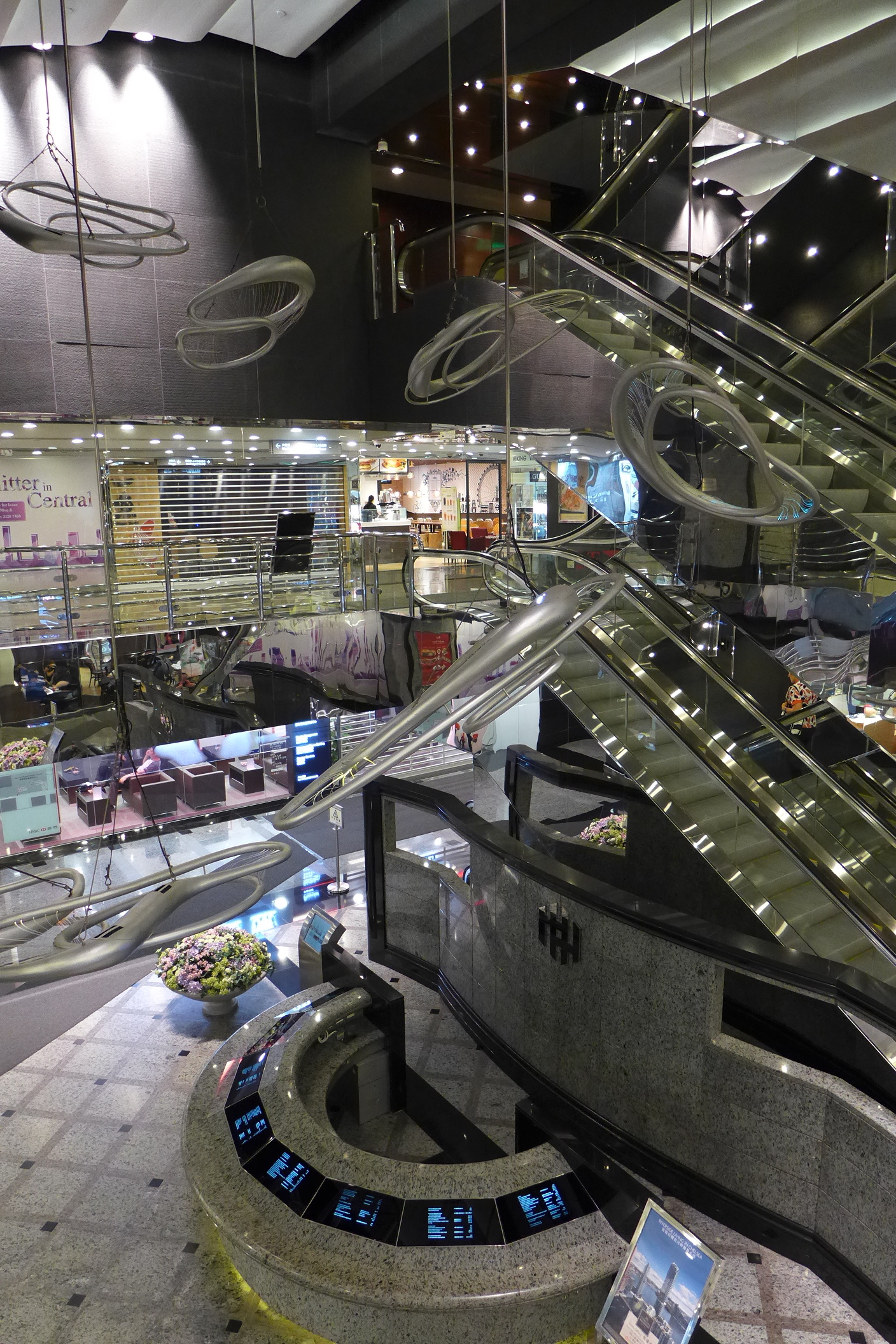
大廈中庭

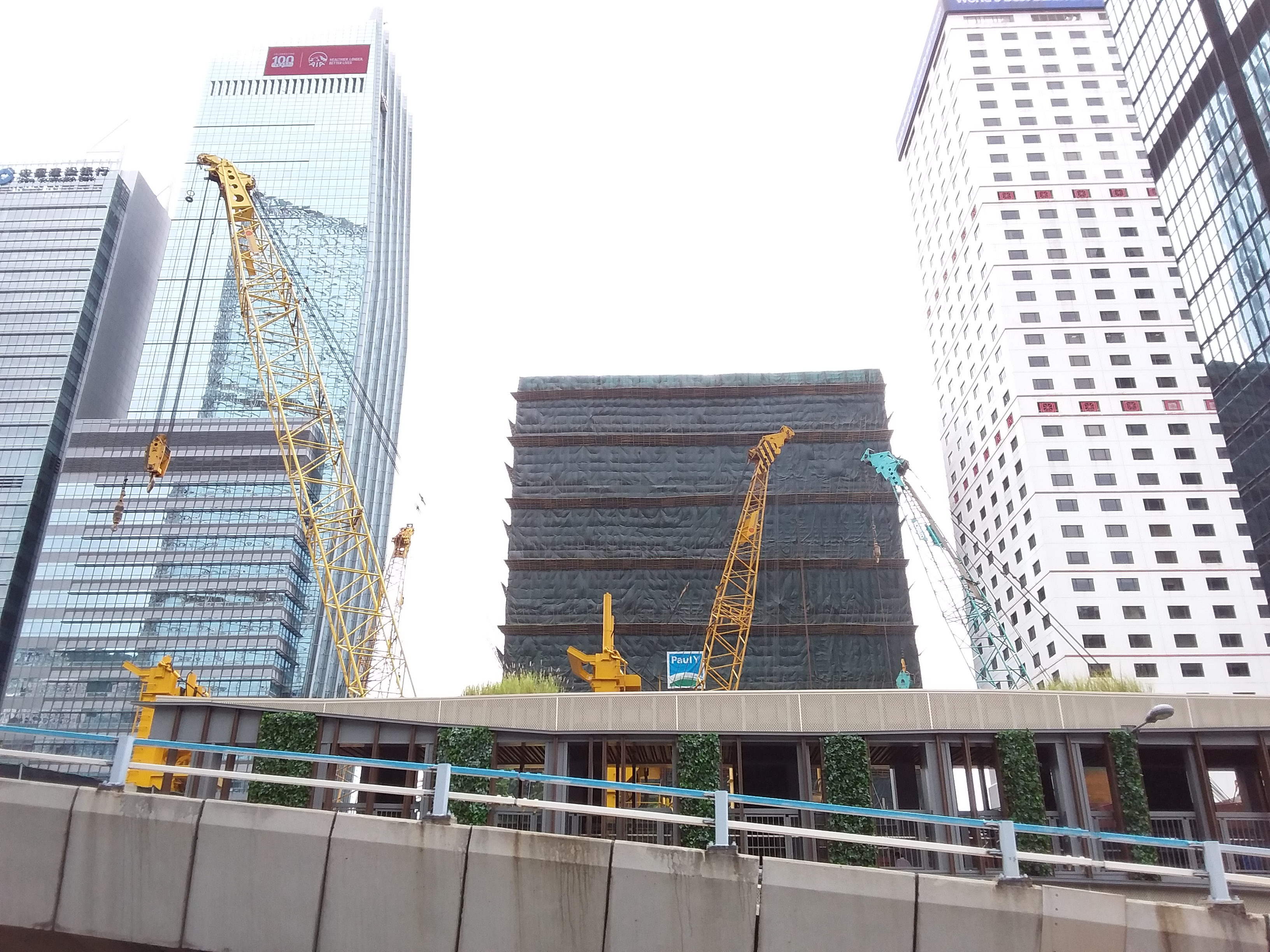
拆卸中的和記大廈（2019年6月）

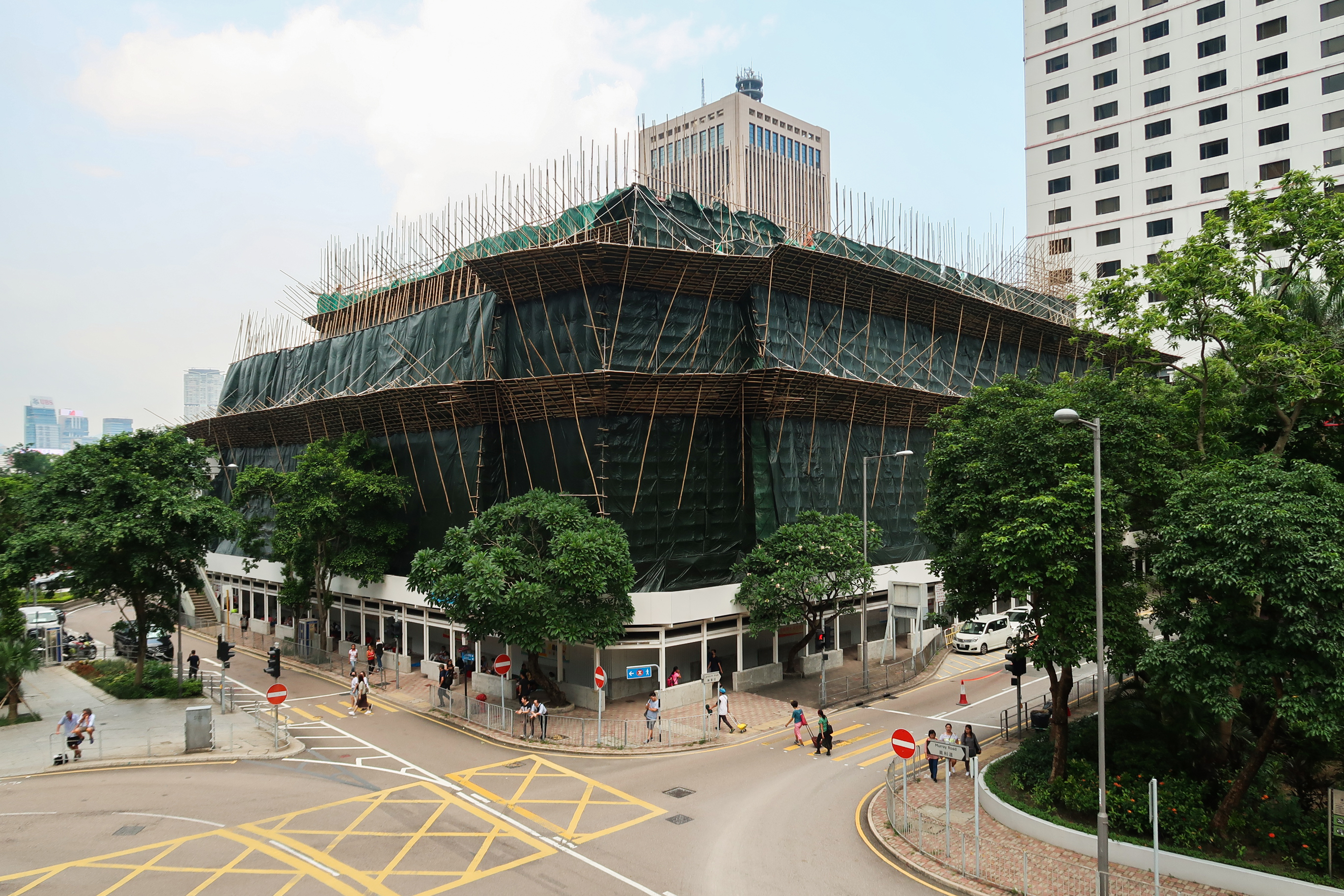
拆卸中的和記大廈（2019年9月）

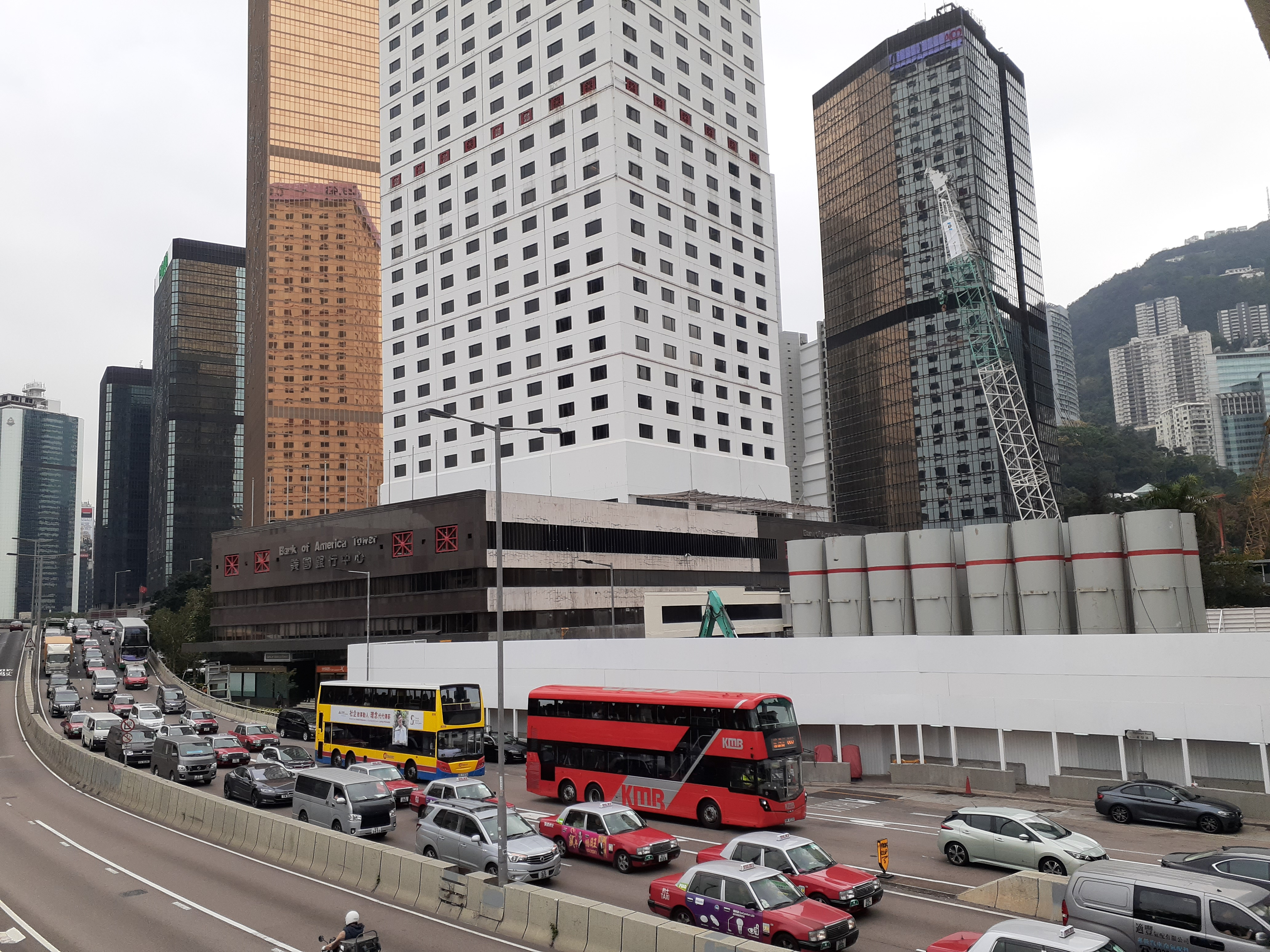
已拆卸的和記大廈地盤（2020年1月）

和記大廈（英語：Hutchison House）（1974年－2019年4月1日）曾是香港的一座商業建築物，位於金鐘夏愨道10號。大廈樓高23層，總樓面逾50萬方呎，曾為和記黃埔集團總部，內有甲級寫字樓和3層商場。

## 歷史
和記大廈在1970年代曾經用作香港交易所辦事處、獲多利證券公司（今屬匯豐銀行，2012年遷出）、地鐵公司臨時總部，以及廉政公署執行處辦公室（6樓；1978年遷往美利道停車場大廈，再於2007年遷往北角）。此外，房屋署建築處（今發展及建築處）及大學教育資助委員會等政府機構，亦曾於此大廈設立辦事處。

## 設計
大廈由王歐陽（香港）有限公司（Wong & Ouyang（Hong Kong）Limited）設計，並採用「無柱式」設計，以增加空間感。

## 重建
2008年，獲批重建1幢樓高47層商業大廈，到2012年修改樓高41層，但至2018年前仍未拆卸。2018年6月7日，《南華早報》引述消息人士指，長實計劃重建大廈，並已向租戶發出6個月遷出通知。當時和記地產代理回應指，尚未就大廈重建一事作出最終決定。但在一個月後，長實發出聲明，宣佈落實重建和記大廈，將採用2012年批則時的設計，於2019年清拆，2023年完成。2019年3月18日，最後兩個租戶 - 貝克·麥堅時律師事務所，以及銀河娛樂正式遷出，同年4月1日起永久封閉，展開重建工程，拆卸工程由保華建業負責。根據地盤圍街板顯示，有關重建項目已暫名為Cheung Kong Center II（長江集團中心二期） 。至2022年8月，命名獲得確認。

## 租戶

### 辦公室
註：所有租戶已經遷出。
- 長江和記實業、電能實業（21樓部份單位，22及23樓）（已遷往長江集團中心）
- GALLIE & CO.（2016室）
- 芬蘭領事館（1818室）（已遷往雪廠街16號西洋會所大廈）
- 廖陳林律師事務所（1710-18室）
- 伯樂顧問（1711室）
- 銀河娛樂（1606-1614室）（已遷往上環永安中心）
- 富元資產管理有限公司 （1604-1605室）
- 安永會計師事務所（15樓）（已遷往太古坊一座）
- 贝克·麦坚时律師事務所（14樓）（已遷往太古坊一座）
- Cliftons Hong Kong（12樓）
- 第一商業銀行（1101室）
- 金杜律師事務所（10樓）（已遷往告羅士打大廈）
- 銘德律師事務所（9樓）
- 意大利領事館（805室）
- 太平洋航運集團（7樓）
- 李紹基律師事務所（619-620室）
- 維思達公務機國際有限公司 （618室）
- South Shores Limited（601-607室）
- 獲多利證券公司（今匯豐銀行轄下匯豐證券）（6樓，已於2012年遷出）
- Kelly Services Hong Kong Ltd（402-12室）
- 張世文 蔡敏律師事務所（417-18室）

### 商場及餐廳
- caffè HABITŪ
- Osteria Felice
- Oliver's Super Sandwiches
- 一魚 Ichigyo Sushi
- Pacific Coffee
- 紫玉蘭（米芝蓮指南一星餐廳）
- 潮庭
- Lawry's The Prime Rib
- 馥 Fuku By Nishimura

## 鄰近

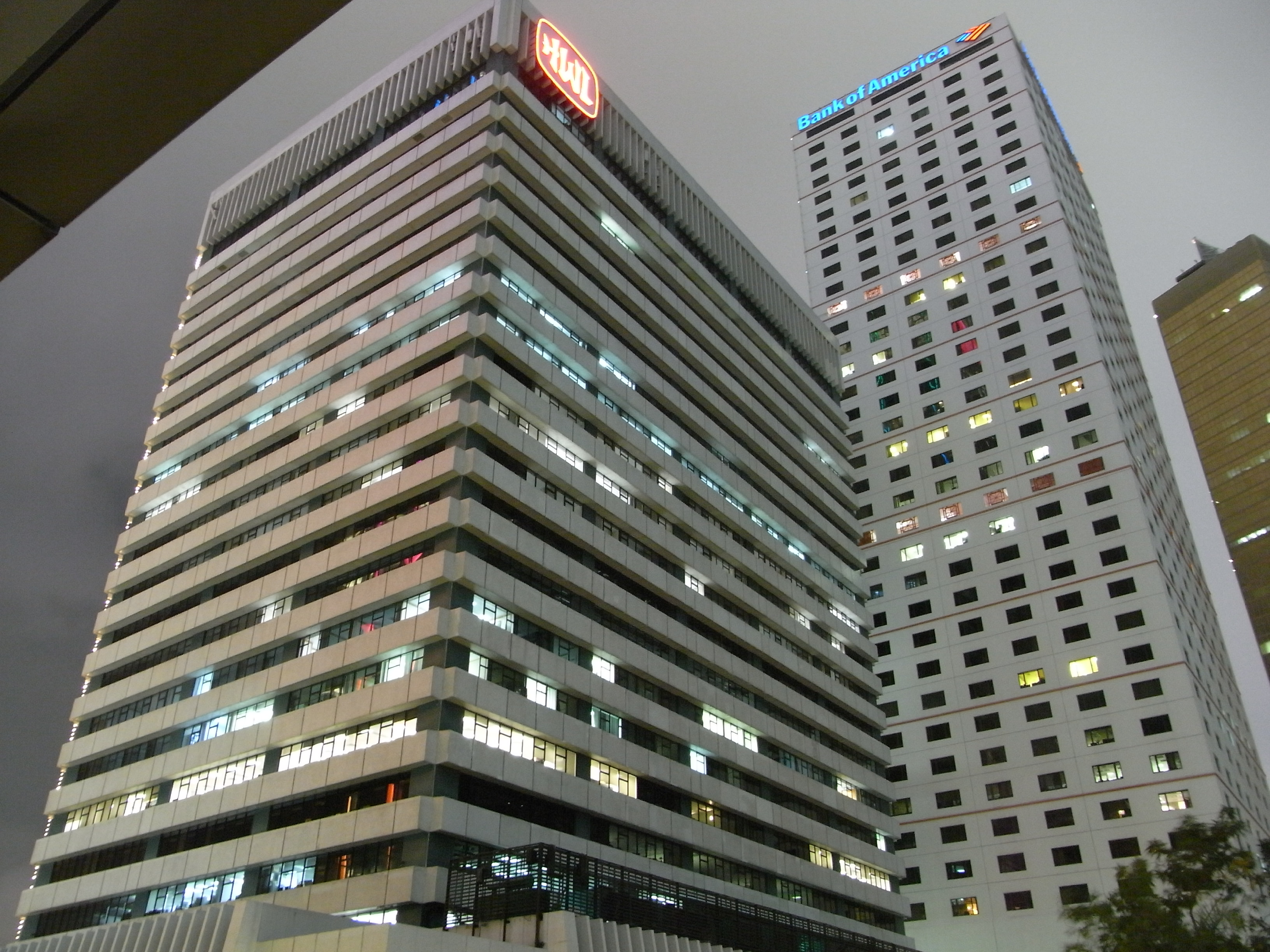
圖左為和記大廈，毗鄰美國銀行中心

- 美國銀行中心
- 友邦金融中心
- 中國建設銀行大廈
- 東昌大廈
- 香港會所大廈
- 中環軍營
- 中國人民解放軍駐香港部隊大廈
- 終審法院大樓
- 遮打花園
- 美利道多層停車場（已拆卸）

## 交通

### 鄰近道路
- 美利道
- 干諾道中
- 夏愨道
- 遮打道

### 公共交通
| 交通路線列表                                                                                            |
| --- |
| 港鐵 - █ 荃灣綫、 █ 港島綫：中環站J2、J3出口 - █ 荃灣綫、 █ 港島綫、 █ 南港島綫、 █ 東鐵綫：金鐘站B出口 |

### 行人天橋
和記大廈設有行人天橋連接旁邊的美國銀行中心及中區行人天橋金鐘系統，亦有一條行人天橋橫跨干諾道中。

## 突發事件
- 2019年8月31日，時值香港反修例運動，正在進行拆卸重建工程的和記大廈掛上慶祝國慶70周年紅色橫額，遭示威者破壞。

## 外部連結
- 和記大廈 簡介